# Калинина (Михнёвское сельское поселение)
Калинина — посёлок в составе Михнёвского сельского поселения Болховского района Орловской области. Население 4 человека (2010), 5 человек (к 2018 г.).

## География
Деревня расположена в центральной части Среднерусской возвышенности в лесостепной зоне, на севере Орловской области, в 4 км к северо-востоку от Болхова.
Географическое положение
в 4 км. — административный центр поселения посёлок Щербовский, в 13 км — административный центр района город Болхов
Климат
близок к умеренно-холодному, количество осадков является значительным, с осадками в засушливый месяц. Среднегодовая норма осадков — 627 мм. Среднегодовая температура воздуха в Болховском районе — 5,1 °C.

## Население
| 2010 |
| ---- |
| 4    |

Возрастной состав
По данным администрации Михнёвского сельского поселения, опубликованным в 2017—2018 гг., в посёлке в 4 дворах проживают 5 жителей, все старше 60 лет
Национальный состав
Согласно результатам переписи 2002 года, в национальной структуре населения
русские составляли 100 % от общей численности населения в 7 жителей

## Инфраструктура
Было развито сельское хозяйство.

## Транспорт
Просёлочные дороги.